# Atiśa
Atīśa Dīpaṅkara Śrījñāna (Atiśa Dipankara Śridźńana, sanskryt: अतिश दीपङ्कर श्रीज्ञान, bengalski: অতীশ দীপঙ্কর শ্রীজ্ঞান Ôtish Dipôngkor Srigên, chiń. trad. 燃燈吉祥智 pinyin: Rándēng Jíxiángzhì) ur. 982, w Vikrama Puri w Bengalu, zm. 1054 w Nyêtang, w Tybecie – pochodzący z północno-wschodnich Indii mistrz i uczony buddyjski, jeden z głównych nauczycieli zgromadzenia zakonnego i uniwersytetu Wikramasila.
Ostatnich kilkanaście lat życia spędził w Tybecie pomagając w tłumaczeniu tekstów religijnych i nauczając. Zgodnie z tybetańską tradycją jego przybycie zapoczątkowało tzw. sarmę („nowy przekaz”), czyli odrodzenie buddyzmu.
Następca Atiśy Dromton założył szkołę kadampa, wokół której zgromadzili się także pozostali uczniowie. Praktyka tonglen, polegająca na wymianie własnego szczęścia na cierpienie innych, którą rozpropagował, ma szczególne znaczenie we wszystkich szkołach buddyzmu tybetańskiego.

## Życiorys
Atīśa urodził się w rodzinie władcy małego królestwa w północno-wschodnich Indiach (dzisiejszy Bangladesz) jako jeden z trzech braci. Do dwudziestego pierwszego roku życia studiował tradycyjne sześćdziesiąt cztery sztuki (literatura, gramatyka, logika itp.) oraz otrzymał pierwsze buddyjskie inicjacje, w okresie późniejszym wyruszył do doliny Swat, w północno-zachodnich Indiach, aby praktykować tantrę. W wieku 29 lat przyjął śluby zakonne (możliwe, że wcześniej był żonaty), po czym na Sumatrze, gdzie przebywał pod okiem słynnego buddyjskiego nauczyciela Suvarṇadvipi Dharmakīrtiego, kontynuował studia nad naukami buddyzmu Mahajany (przez kolejne 10 lat).
Po powrocie rozpoczął nauczanie w Wikramasili jednym z najsłynniejszych zakonów-uniwersytetów tamtych czasów, a ponieważ był już w tym czasie uznanym panditą (uczonym), którego specjalnością był sanskryt, objął pozycję sthaviry (starszego) i z czasem stał się acarya (popularnym nauczycielem).
Stopniowe odradzanie się buddyzmu w Tybecie sprawiło, że uczniami Atiśy zostało wielu tybetańskich mnichów. Tradycja pozwala wierzyć, że bengalski pandita zyskał sobie u nich wielki szacunek, a Tybetańczycy uznanie nauczyciela związane z ich ogromnym zaangażowaniem i pracowitością.

## Odrodzenie buddyzmu w Tybecie i przybycieAtiśy
Przełom wieków X i XI był w Tybecie okresem politycznej fragmentacji, która trwała od czasów upadku pierwszej państwowości, spowodowanej śmiercią ostatniego władcy imperium Langdarmy. Buddyzm, który wyrugowano z Tybetu, przetrwał tylko na obrzeżach.
W drugiej połowie X wieku, za sprawą pomniejszych książąt, religia buddyjska (w swojej monastycznej formie) powróciła do regionów centralnych (Ü i Cang). Również na zachodzie (ze względu na bliskość, Kaszmiru, w którym w tym czasie buddyzm dominował), ruch zakonny wykazywał silne tendencje odrodzeniowe. Problemem pozostawała jakość przekazu, bowiem w tych regionach, z których za czasów Langdarmy mnichów wyrugowano, pamięć o dharmie przetrwała w formie zwulgaryzowanej (nauki tantryczne rozumiano dosłownie co prowadziło do szokujących ekscesów). Z kolei mnisi, którzy powrócili do Ü-Cangu po latach prześladowań, mieli poważny problem z przestrzeganiem zasad określającej ich sposób życia Vinaji.
W pierwszej połowie XI wieku władca zachodniego Tybetu Jangczub O (pochodzący z rodziny wielkiego propagatora buddyzmu i bezpośredniego potomka władców okresu imperialnego Jeszego O), postanowił zadbać o zmianę tego stanu rzeczy i zaprosił do Tybetu Atiśę. W 1037 wysłano do Wikramasili delegację, na czele której stanął Nagco Cultrim Gjelwa.
Wielki pandita, który miał już wcześniej kontakt z tybetańskimi studentami, zgodził się natychmiast. Zawadą okazał się być jego przełożony, opat zgromadzenia, który obawiając się utraty najlepszego ze swoich uczonych zgodził się dopiero wtedy, kiedy otrzymał zapewnienie, że nieobecność Atiśy nie potrwa dłużej niż 3 lata. Już na samym początku okazało się, że dotrzymanie tej obietnicy może być niezwykle trudne. Ponieważ sława pandity znacznie go wyprzedzała, opóźnienia w podróży okazały się nieuniknione (np. w Nepalu Atiśa i jego kompani zostali poproszeni przez lokalnego władcę o zatrzymanie się na rok w Katmandu). W tej sytuacji podróżni przybyli do Purang (Wylie: spu hreng rdzong), stolicy królestwa Guge, dopiero w 1042.

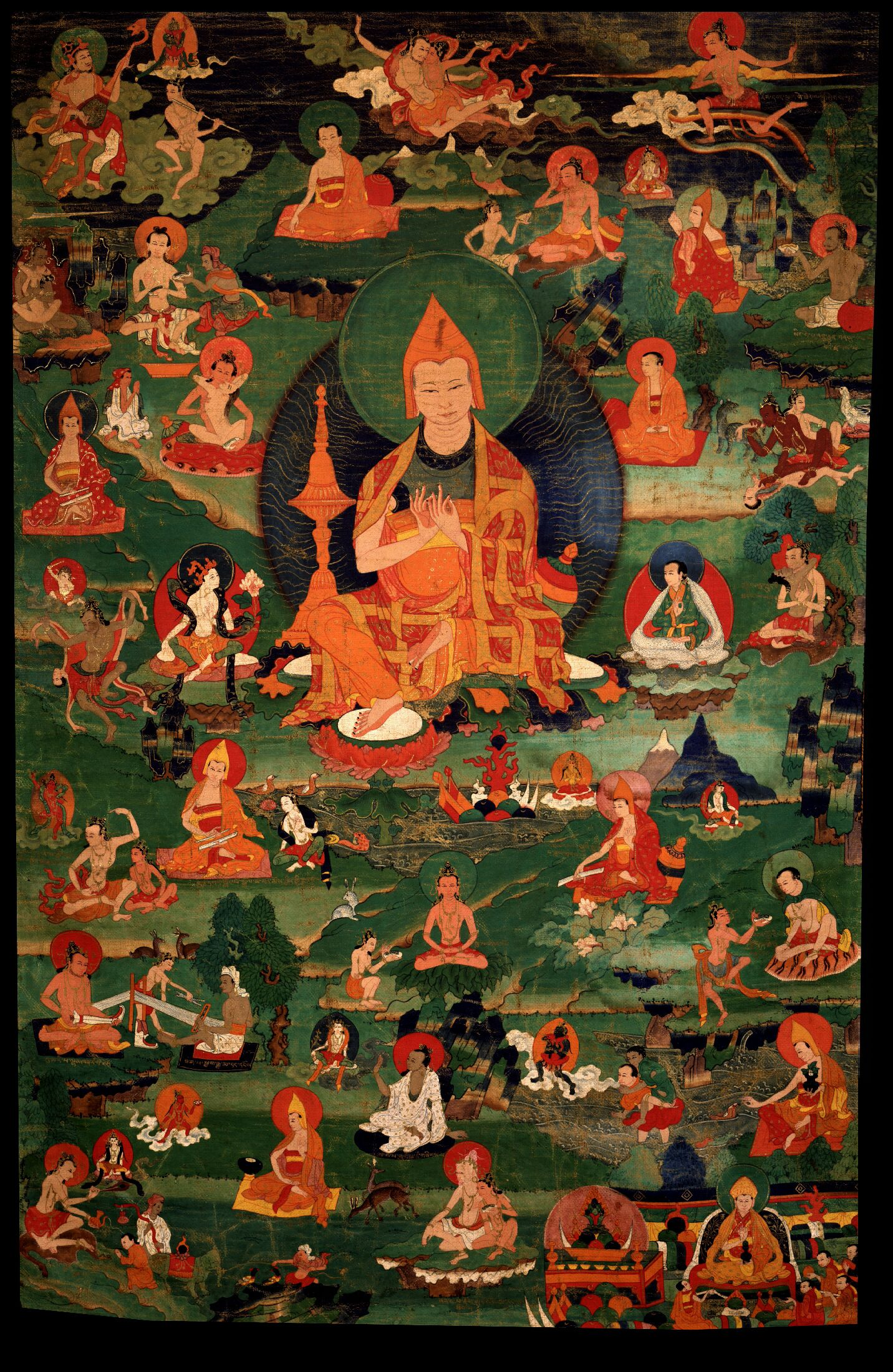
Tradycyjna tybetańska thanka z wizerunkiem Atiśy w towarzystwie 28 z 84 tzw. Mahasidhów

## Pobyt w Tybecie
Atiśa przebywał w zachodnim Tybecie przez kolejne trzy lata spędzając większość czasu w zbudowanym za czasów Jeszego O klasztorze Toling. Wtedy też napisał swój najbardziej znany traktat „Lampa na ścieżce” (Bodhipathapradipa), będący odpowiedzią na zapotrzebowanie praktykujących buddyzm Tybetańczyków, na klarowne nauki pochodzące od zrealizowanego mistrza. Czas zajmowało mu także tłumaczenie świętych tekstów oraz bezpośrednie nauczanie (spotkał się np. z najwybitniejszym tybetańskim mnichem tamtych czasów Rinczen Zangpo). Chcąc dotrzymać danego władzom Wikramasili przyrzeczenia, po trzech latach pobytu w Tybecie udał się w drogę powrotną, jednak na granicy z Nepalem zatrzymały go działania wojenne. W tej sytuacji zawrócił i wraz ze swoimi uczniami skierował się do regionów centralnych.
W 1046 odwiedził Cang, rok później zawitał do najstarszego klasztoru w Tybecie Samje. W kolejnych latach podróżował po pozostałych zakątkach kraju nauczając i zgodnie z tradycją wszędzie wzbudzając wielkie zainteresowanie. Nigdy też nie wypełnił danego opatowi słowa. Zmarł w tybetańskiej wiosce Njetang w 1054 (Wylie: mnyes thang, w dolinie Kjiczu sKyid chu).

## Nauczanie
Podczas pobytu w górskim kraju podstawowym zadaniem Atiśy było przekazanie właściwej wykładni tekstów i praktyk tantrycznych. Z powodu zaniku ortodoksyjnego monastycyzmu rytuały buddyjskie uległy tu znacznej deformacji, a odpowiedzialni za ten stan rzeczy tzw. „mnisi-rabusie” (Wylie: ar-tsho bande, a-ra-mo ban-dhe) pod pozorem praktyk tantrycznych potrafili porywać i zabijać współziomków, pić alkohol oraz wchodzić w relacje intymne z kobietami. Sytuacja ta bardzo niepokoiła miejscowe władze oraz tych zakonników, którzy niedawno powrócili z regionów peryferyjnych. Tak dosłownie praktykowana tantra oznaczała bowiem brak właściwego zrozumienia, a podejmujące ją osoby, szukały najprawdopodobniej sposobu na zaspokojenie własnych pragnień (co ma niewiele wspólnego z buddyzmem).
Pierwszą zdecydowaną reakcją na ten stan rzeczy był traktat wspomnianego już Rinczen Zangpo pt. „Obalenie fałszywych tantr” (Wylie: sNags log sun 'byin). Jego przesłanie wzmacniały prace Atiśy, zgodnie z którymi praktyki tantryczne mają znaczenie głównie ezoteryczne (niedosłowne), a niektóre rozumiane dosłownie kłócą się ze ślubami czystości (tzn. że nie powinny być podejmowane przez mnichów).
Inaczej wyglądała sytuacja w przypadku nauk dotyczących przestrzegania reguł Vinaji. Atiśa nie mógł mieć wpływu na tego rodzaju przekaz ponieważ należał do odłamu wyznającego zasady Lokottaravādy (jednej z wczesnych szkół, będącej częścią większej społeczności Mahasanghiki). Miała ona swój własny kodeks, różniący się znacznie od tzw. „wschodniego” kultywowanego w tym czasie w Tybecie i nawet bezpośredni, tybetańscy uczniowie pandity odmawiali słuchania jego wskazówek.
W tej sytuacji szczegółowe nauki dotyczyły głównie praktyk oczyszczających (Wylie: blo sbyong) w kontekście urzeczywistniania etycznych i ezoterycznych reguł buddyzmu. Miało to prowadzić praktykującego do znacznie lepszego zrozumienia własnego umysłu i osiągnięcia wglądu w nietrwałą naturę rzeczy (mthar thug). Znacznie mniej czasu poświęcano zagadnieniom teoretycznym kładąc szczególny nacisk na bezpośrednią relację nauczyciela z uczniem, co w założeniu zapewniało właściwe zrozumienie nauk i ustanowienie linii zapewniającej czystość przekazu.

## Znaczenie
Atiśa razem z Rinczen Zangpo oraz Marpą Tłumaczem stanowili podstawowe źródło transferu zaawansowanych nauk buddyjskich ze średniowiecznych Indii do Tybetu. W wyniku tego tzw. „drugiego rozprzestrzenienia” (sarama) w okresie późniejszym wyłoniło się większość dzisiejszych szkół-linii przekazu. Dwie z nich kadam i kagju rozpoznają tych samych indyjskich nauczycieli.
Kilka wieków później (XIV w.) jeden z wielkich religijnych reformatorów Congkhapa dokonał odnowy buddyzmu tybetańskiego w duchu nauczania Atiśy i założył nową szkołę gelug, z której wywodzą się dalajlamowie.